# Sterculia micrantha
Sterculia micrantha är en malvaväxtart som beskrevs av Woon Young Chun och H.H. Hsue. Sterculia micrantha ingår i släktet Sterculia och familjen malvaväxter. Inga underarter finns listade i Catalogue of Life.